# Брумвей
51°32′52″ пн. ш. 0°50′32″ сх. д. / 51.54775° пн. ш. 0.8422° сх. д.
Брумвей (англ. The Broomway) — стародавня відпливна дорога, що проходить літоралі вздовж узбережжя графства Ессекс, протягом століть була єдиним сухопутним зв'язком островів Гейвенгор, Нью-Інгленд і Фаулнесс з островом Велика Британія. Назва дороги походить від своєрідних віх — вказівників, що позначали безпечний маршрут і мали форму мітел (англ. broom). Вважається найнебезпечнішою дорогою у Великій Британії: за останні 400 років там загинуло не менше 100 осіб, з яких знайдено всього 66; всі вони поховані на кладовищі острова Фаулнесс. Газета едвардіанського періоду переінакшувала її назву як «Doomway» (з англ. фатальний шлях).

## Історія
Існування Брумвею підтверджено, принаймні, від 1419 року, коли його вперше згадано в документах, що стосуються маєтку на Фаулнессі. Разом з тим, деякі свідчення вказують на давніше походження дороги — мабуть, вона існувала і використовувалася ще римлянами. Зокрема, встановлено, що маршрутом, приблизно відповідним сучасному Брумвею, в IV столітті користувалися римські війська, очолювані комітом Саксонського берега, які захищали річку Крауч від вторгнення германських племен. У ході археологічних розкопок на острові Фаулнесс виявлено артефакти — залишки різних керамічних і скляних виробів, найраніші з яких датовано II століттям. Ці знахідки в комплексі з так званими Червоними пагорбами і соляними курганами — місцями видобутку солі в римський період, що також були, мабуть, кінцевими точками Римської дороги, розглядають як правдоподібне підтвердження давнини маршруту.
Дослідження 2001 року відзначило підвищену інтенсивність процесів ерозії в районі архіпелагу Фаулнесс. Бенхем і Фейт у своїй книзі, вивчаючи англосаксонське сільське господарство, припустили, що дорога, відома зараз як Брумвей, проходила раніше суходолом і опинилася під водою внаслідок розмивання берега; там же наголошується, що сучасні обриси островів дуже згладилися. Нарешті, Дж. Р. Сміт зазначає, що Південно-Східна Англія, разом з узбережжям Ессекса, поступово йде під воду; зокрема, захисні дамби для випасу худоби на болотах Фаулнесса зведено ще до 1271 року. В «Хроніках Голіншеда» 1577 року згадується прохід на острів Фаулнесс (назва Брумвей ще не фігурує), а 1594 року його вперше позначив на карті Джон Норден. Крім проходу, до островів Фаулнесс, Нью-Інгленд і Гейвенгор можна було дістатися човном або за допомогою поромів: вони вирушали з островів Волласі, Поттон і від міста Бернгам-он-Крауч. При цьому кожна ферма мала свою пристань. До кінця XVIII століття на острові Фаулнесс жило вже близько 900 осіб.
До середини XIX століття в районі Брумвея з'явилися військові. Палаті озброєнь знадобилося стрільбище для випробування різних типів боєприпасів і прообразів ракет; з цією метою 1849 року придбано землю в районі Саут-Шобері і облаштовано військова база Шуберінесс. З удосконаленням характеристик зброї зростала дальність стрільби і потреба в заходах безпеки. Тому відомство поступово викуповувало нові землі на північний схід, захоплюючи мілину Маплін і Брумвей, що проходив по ній. Оскільки прибережні піски і грязь мілини використовувалися як стрільбище, до початку XX століття доступ до Брумвею обмежували. Зрештою, 1913 року Воєнне міністерство Великої Британії оголосило про плани будівництва регулярної дороги, а дещо пізніше, в період Першої світової війни придбало у власність як сам Фаулнесс, так і сусідній Нью-Інгленд. 1915 року військові розпочали реалізацію проєкту, тоді ж побудовано перший міст маршруту — на острів Хейвенгор. Подальше прокладання дороги територією напівзатопленого Нью-Інгленда, дамби якого зруйнувалися під час «чорного понеділка» (катастрофічної повені 29 листопада 1897 року), було складним в інженерному плані. Міністерство вийшло із ситуації, просто перекривши греблями частину Нью-Інгленд-Крік, протоки, що розділяла острови Нью-Інгленд і Гейвенгор, зв'язавши таким чином ці острови. Сама дорога по окремій дамбі перетнула залишки перекритої протоки, а через струмок Шелфорд-Крік, що розділяв острови Фаулнесс і Хейвенгор і був останньою природною перешкодою на шляху до острова Фаулнесс, перекинули другий міст. Рух по всьому маршруту відкрито 1922 року. На військовій базі Фаулнеса, крім тестування зразків озброєнь, проводилася утилізація боєприпасів. А від 1940-х років там розробляли й випробовували атомну зброю.
Після закінчення будівництва регулярної дороги з материка, Брумвей, здавалося, втратив своє значення. Однак у ніч на 1 лютого 1953 року внаслідок катастрофічної повені, найсильнішої в історії регіону, прорвано дамби і затоплено все південно-східне узбережжя Англії. Постраждав і низинний Фаулнесс, який затопило разом з дорогою, що веде до нього — примітно, що при цьому загинуло всього 2 осіб, ще 335 врятовано за допомогою човнів, барж і військових «амфібій». Проте, залишалося завдання порятунку сільськогосподарських тварин, яких було складно евакуювати по воді. Тут знову став у нагоді Брумвей: 4 лютого колона вантажівок і машин-амфібій пройшла по ньому, тварин, які вижили, за допомоги співробітників RSPCA зігнали на височини, де їх нагодували й напоїли, після чого протягом декількох днів вивезли зворотним маршрутом.
Наприкінці XX століття існуванню Брумвея загрожував план будівництва на мілинах Маплін і Фаулнесс великого транспортного вузла, що включав аеропорт і морський порт. За планом, висунутим 1968 року, Брумвей виявлявся засипаним, а на його місці передбачалося побудувати злітно-посадкову смугу. Але в липні 1974 року уряд відмовився від цього проєкту через відсутність нагальної необхідності в будівництві нового аеропорту, а також величезні витрати на перебудову низовин і транспортно-економічний розвиток території. Пізніше план неодноразово обговорювався аж до 1989 року, коли прийнято рішення про розширення аеропорту Станстед.

## Опис
Брумвей юридично належить до публічного права проїзду — окремого випадку сервітуту. Прохі́дний двічі на добу, за звичайних умов — протягом 6-7 годин між половинної сили відпливом і до половинного ж підйому припливу, але доступ до нього дозволено тільки тоді, коли на військовому полігоні Фаулнеса не ведуться стрільби.
Довжина його становить близько 8,5 кілометрів, він пролягає по ділянці піщаних ватів — так званої мілини Маплін, на відстані близько 400 метрів від берегової лінії. «Мітли», що позначають шлях, розташовувалися через кожні 27−54 м по обидва боки дороги і були занурені в пісок приблизно на 60 см, загальна їх кількість становила близько 400 штук. Підтримання віх у належному порядку було одним з важливих завдань жителів острова Фаулнесс, у 1860-х на ці цілі йшло п'ятнадцять фунтів стерлінгів щорічно.
Після відкриття автомобільної дороги значення Брумвея різко знизилося, відпала й необхідність підтримувати в належному стані ланцюжок віх. Донині часу жодна з характерних мітел не вціліла. На оголюваному узбережжі військовики розставили кілочки (англ. range pegs), призначені тільки для цілей стрільб і не можуть використовуватися як орієнтири.
Основний маршрут дороги не змінювався протягом століть. Для пояснення такої сталості висувалися різні теорії, за найправдоподібнішою з яких вважається, що в основі дороги лежить крейдяний риф.

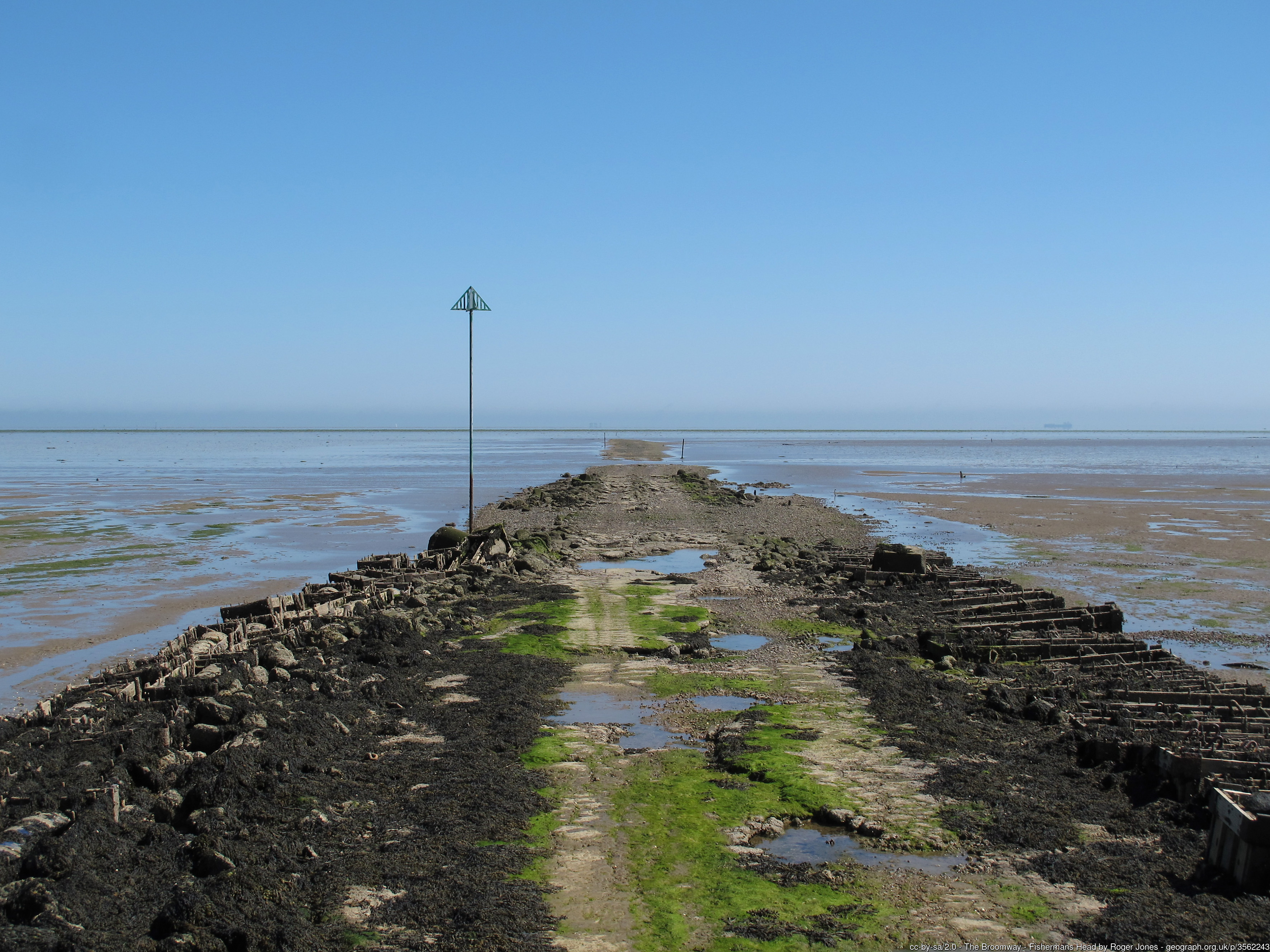
Брумвей у районі Фішерманс-Гед.

Зв'язок траси Брумвея з землею забезпечується через спеціальні проходи, які розташовані на відстані приблизно 1 милі один від одного, мають власні назви і зазвичай приурочені до розташування найближчих до узбережжя ферм. У давнину їх мостили ліщиною, організовуючи своєрідні плавучі дамби за принципом, аналогічним давній Світ-Трек. Пізніше ліщину замінили насипами зі щебеню і гравію, і тільки найвикористовуваніші проходи вимостили кентським сірим вапняком. З більш ніж десятка історичних маршрутів нині діє лише декілька:
- «Велика земля»:
  - Саттонс-Гед (англ. Suttons Head), раніше відомий також як Кеннетс-Гед (англ. Kennets Head) — найдальший вихід до Брумвею, що проходить через затоку Піґз-Бей[en]). Нині зрідка використовується військовими.
  - Кінгс-Гед (англ. Kings Head) — ще один підхід через Піґз-Бей, давно покинутий.
  - Вокерінг-Стейрс (англ. Wakering Stairs) — основний підхід до Брумвею протягом століть. Деякий час був покинутим через непрохідність (замість нього використовували Саттонс-Гед) і відновлений у 1840-х[23].
- Острів Гейвенгор[en]):
  - Прохід, найближчий до материкової території, покинутий між 1777 і 1805 роками.
  - Гейвенгор-Гед (англ. Havengore Head)- один з найстаріших проходів, задокументований 1805 року; остаточно зник до кінця XX століття.
  - Шарпнесс-Гед (англ. Sharpness Head) — приурочений до східного краю острова, отримав назву на честь мису Шарп-Несс. До другої половини XIX століття втратив самостійне значення і з'єднався з Гейвенгор-Гед.
- Острів Нью-Інгленд[en]):
  - Прохід до цього острова використовувався дуже недовго.
- Острів Фаулнесс[en]):
  - Шелфорд-Гед (англ. Shelford Head) — найзахідніший прохід на острів, використовувався в кінці XIX століття, нині покинутий.
  - Нью-Бервуд-Гед (англ. New Burwood Head) — прохід, позначений тільки 1872 року. Крім Брумвея, з'єднувався з Асплінс-Гед і, мабуть, покинутий на його користь.
  - Асплінс-Гед (англ. Asplins Head, раніше Грейт-Бервуд-Гед) — належить до початку XIX століття, назву отримав, ймовірно, на честь Чарльза Аспліна — що жив у Рочфорді[en] приблизно тоді ж. Нині використовують військові.
  - Ругвуд-Гед (англ. Rugwood Head) — відомий, принаймні, від 1867 року, нині практично непрохідний.
  - Іствік-Гед (англ. Eastwick Head, раніше Паттісонс-Гед) — відомий, принаймні, від 1867 року.
  - Фішерманс-Гед (англ. Fishermans Head) — один з найстаріших і єдиний з бетонним покриттям, періодично використовують військові для доставки важких вантажів на полігон острова. Зокрема, через цей прохід на Фаулнесс перевезено надзвуковий літак BAC TSR-2.

Через одноманітний ландшафт на дорозі було легко заблукати, особливо в тумані. Подекуди є топкі місця; одне з таких, розташоване поблизу Шелфорд-Гед, називають «ямою Снегзбі» (або Шегзбі) в пам'ять про людину, яка загинула там. Серед інших небезпек для мандрівників — швидкий приплив: поверхня дороги досить рівна і рівень води піднімається швидше, ніж може бігти людина.

## Інциденти
Найраніший задокументований випадок трапився 1711 року, коли потонув аптекар Томас Джексон. 21 серпня 1805 знайдено мертвим хірурга з Грейт-Вейкерінга Томаса Міллера; він їхав верхи і, напевно, його скинув і травмував кінь.
1836 року дві дівчини на ім'я Чіттокс і Бейтс спробували в темряві пройти по Брумвею до своїх коханих, але, захоплені несподіваним штормом, загинули, виснажені холодом, вогкістю і страхом. Їхні тіла знайшли наступного дня.

Остання відома трагедія сталася в січні 1969 року, коли потонули троє молодих людей, які вирішили пополювати на Брумвеї; тіло одного з них так і не знайдено. Представник Ессекса з цього приводу виступав у парламенті, звинувативши міністерство оборони в неналежному розслідуванні і поганій координації з іншими структурами, що призвело до значної затримки рятувальної операції.

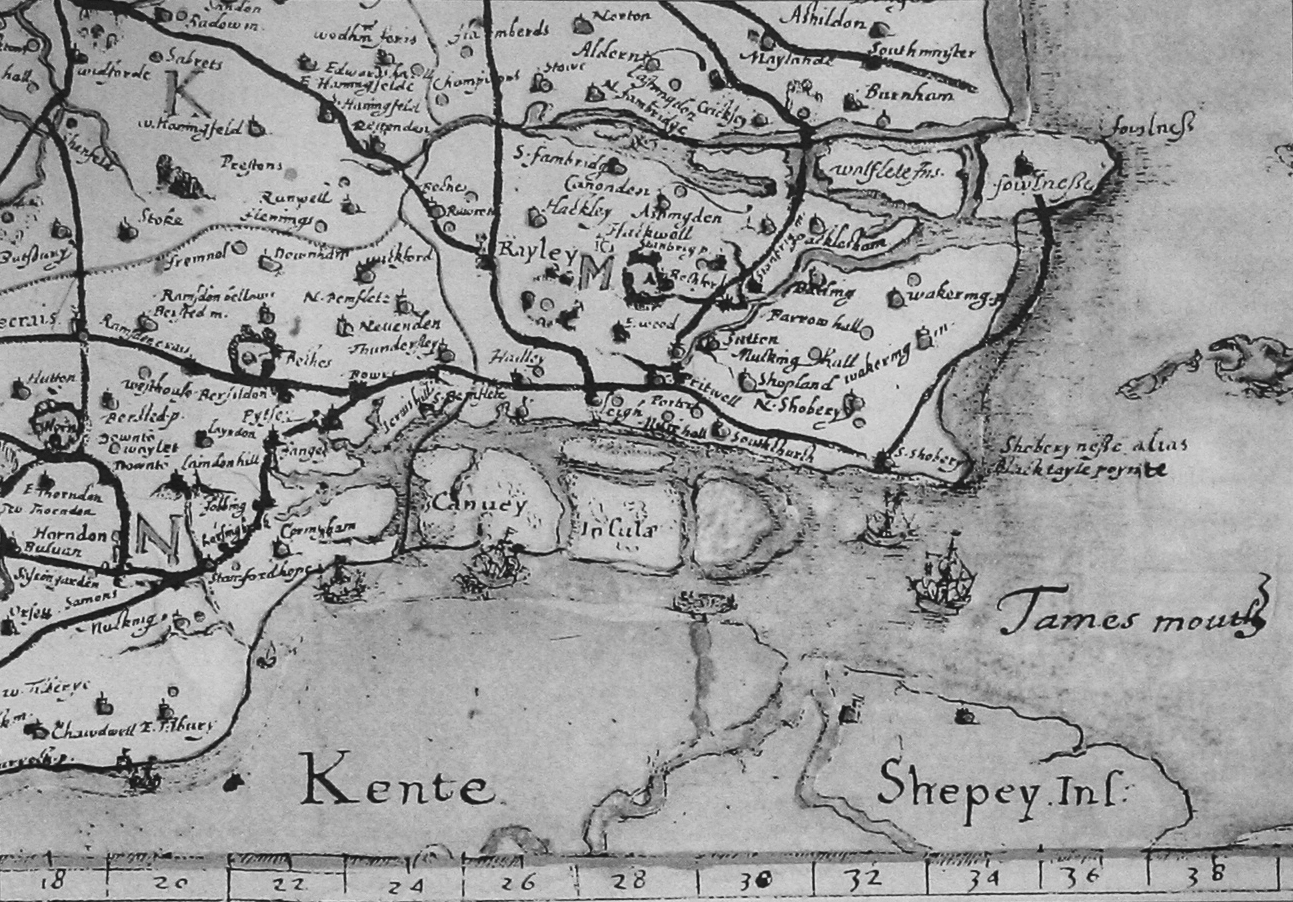
Карта Джона Нордена 1594 року. Брумвей позначено, але не підписано.
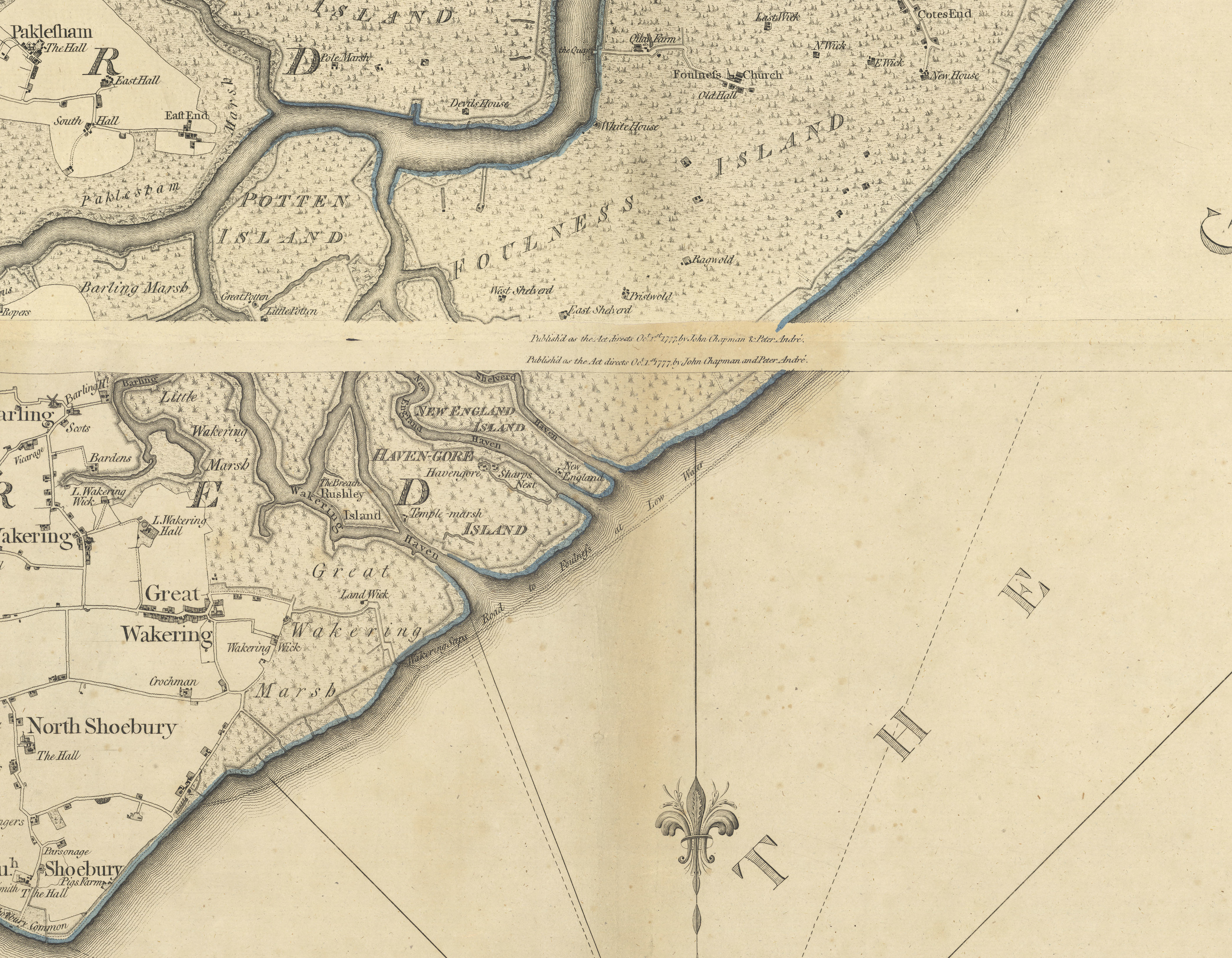
Дорога на карті Чампана і Андре 1777 року.
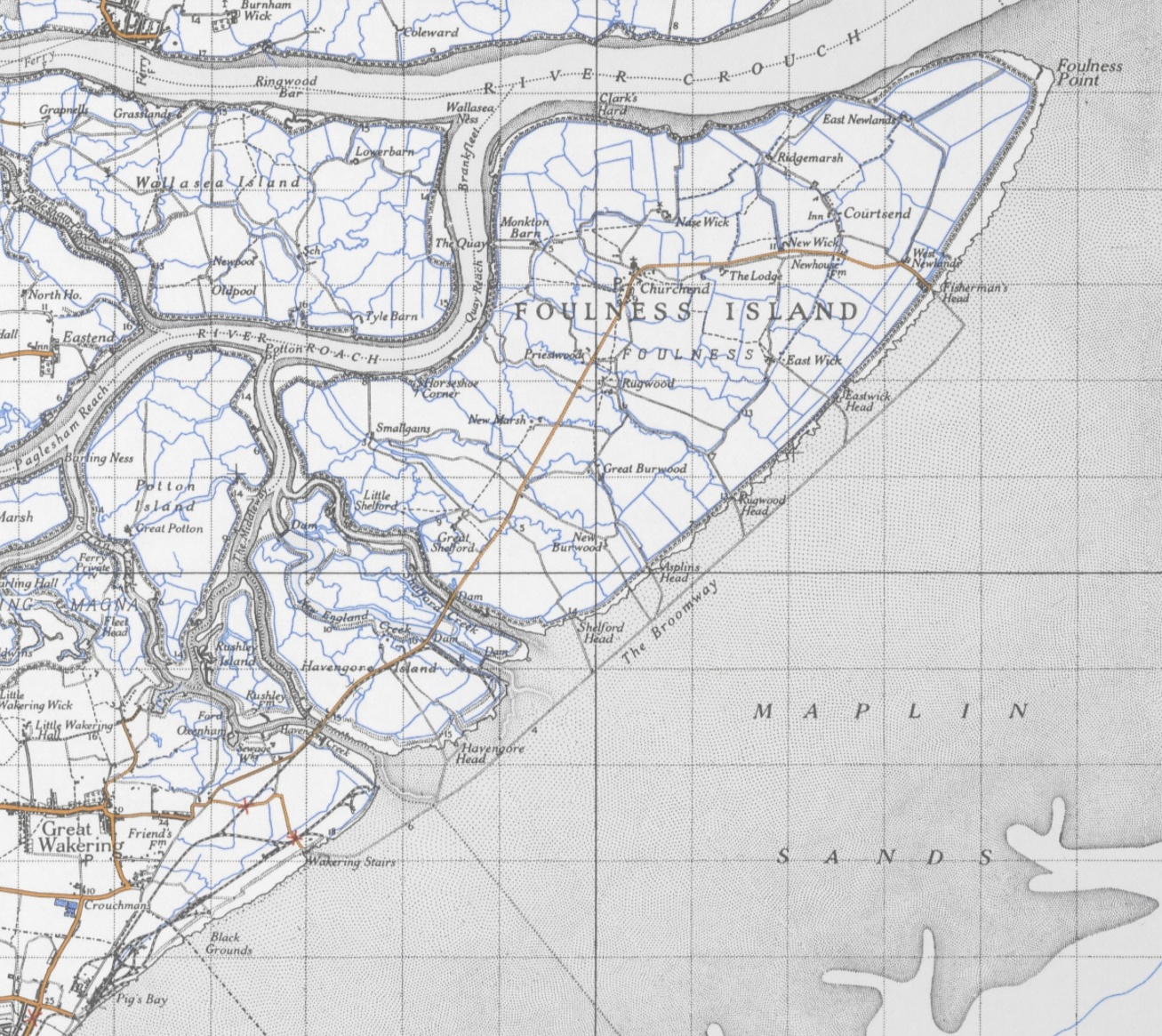
Брумвей на карті Ordnance Survey 1945 року.